# Меррімак (містечко, Вісконсин)
Меррімак (англ. Merrimac) — місто (англ. town) в США, в окрузі Сок штату Вісконсин. Населення — 527 осіб (2020).

## Демографія
Згідно з переписом 2010 року, у місті мешкали 942 особи в 407 домогосподарствах у складі 290 родин. Було 698 помешкань
Расовий склад населення:
| - 98,1 % — білих - 0,8 % — чорних або афроамериканців - 0,2 % — азіатів |

До двох чи більше рас належало 0,8 %. Частка іспаномовних становила 2,0 % від усіх жителів.
За віковим діапазоном населення розподілялося таким чином: 15,2 % — особи молодші 18 років, 64,2 % — особи у віці 18—64 років, 20,6 % — особи у віці 65 років та старші. Медіана віку мешканця становила 51,3 року. На 100 осіб жіночої статі у місті припадало 106,1 чоловіків;  на 100 жінок у віці від 18 років та старших — 101,3 чоловіків також старших 18 років.
Середній дохід на одне домашнє господарство  становив 118 535 доларів США (медіана — 77 083), а середній дохід на одну сім'ю — 140 675 доларів (медіана — 88 750). Медіана доходів становила 64 375 доларів для чоловіків та 41 845 доларів для жінок. За межею бідності перебувало 9,5 % осіб, у тому числі 22,8 % дітей у віці до 18 років та 5,6 % осіб у віці 65 років та старших.
Цивільне працевлаштоване населення становило 449 осіб. Основні галузі зайнятості: виробництво — 17,1 %, роздрібна торгівля — 15,4 %, мистецтво, розваги та відпочинок — 14,5 %.